# مراد بوريكي
مراد بوريكي (28 أكتوبر 1986 -)، مغني مغربي. أعلن فوزه في الساعات الأولى من 15 ديسمبر 2012 في الموسم الأولى من برنامج أحلى صوت.